# دكتاتورية فرانثيسكو فرانكو

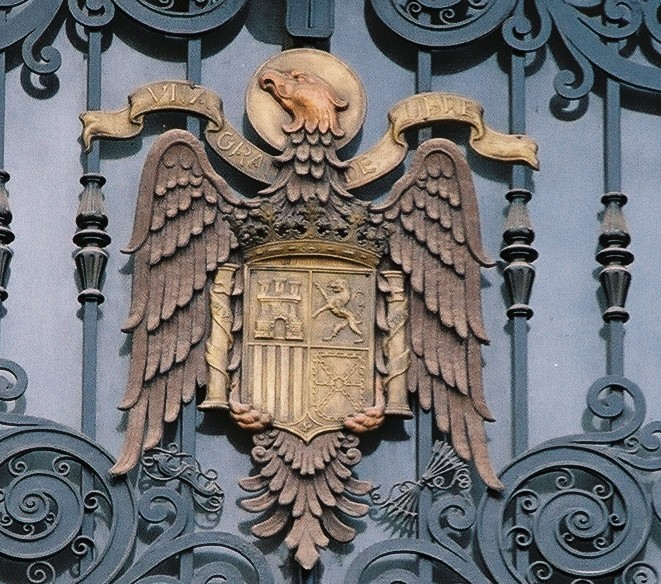

يطلق اسم ديكتاتورية فرانكو أو نظام حكم فرانكو على الفترة الزمنية من تاريخ إسبانيا العائدة لحكم الجنرال فرانسيسكو فرانكو باهاموندي، المملقب ب«القائد»، وتطوّر ما يعرف باسبانيا الفرانكوية (الفرانكيزمو)، وذلك في فترة منذ الحرب الأهلية الإسبانية (1936-1939) حتى وفاته وخلافته في 1975.[بحاجة لمصدر]
في الأربعينات تم تعزيز الدكتاتورية العسكرية من خلال القمع السياسي والاقتصادي للمعارضين. وفي نهاية الحرب الأهلية الإسبانية، وفقاً لاحصائات النظام، كان هناك أكثر من 270000 من الرجال والنساء المحتجزين في سجون الدولة وبعض 500000 فروا إلى المنفى. جزء كبير من هؤلاء المعتقلين أُعيدوا إلى إسبانيا وتم حجزهم في معتقلات عسكرية نازية كأعداء بلا جنسية. توفي ما يقارب6000 إلى 7000 معتقل أسباني في معسكر اعتقال ماوتهاوزن وآخرين في أكثر من 180 معتقلات فرانكوية.
وتشير التقديرات إلى أن أكثر من 200000 إسباني لقوا حتفهم في السنوات الأولى من الحكم الديكتاتوري في الفترة (1940-1942) نتيجة القمع السياسي والجوع والأمراض المتصلة بالصراع، وفقاً لعدة تقارير، إسبانيا هي ثاني دولة في العالم بعد كامبوديا من حيث عدد الأفراد المفقودين الذين لم يُعثر على بقاياهم أو تحديدها.
في الخمسينات، تحول الموقع الجغرافي لإسبانيا والدكتاتورية العسكرية في الحكم إلى أهداف إستراتيجية لصالح الولايات المتحدة وحلفائها من الدول الأوروبية ضد الإتحاد السوفيتي. تحالف إسبانيا مع الولايات المتحدة وضع حداً لإنهاء العزلة الدولية المفروضة على نظام وساهم بدعم الانفتاح التدريجي للاقتصاد الوطني الذي استمر بمستويات متدنية من التطور مقارنةً باقتصاد دول أوروبا الغربية الأخرى، التي عانت من كوارث مشابهة للحرب الأهلية الإسبانية في الحرب العالمية.
وفي الستينات واوائل السبعينات، تحسن التطور الاقتصادي بشكل ملحوظ على الرغم من تفاوت المستوى المعيشي لغالبية السكان، مما أدى إلى تشكل الطبقة المتوسطة التي كانت شبه غير موجودة في تلك الفترة. لكنّ مستوى الحُريات الشخصية والسياسية لم يزدد في المستوى ذاته. مما أدى إلى بدء العمال والطلاب بالمظاهرات المعارضة للديكتاتورية.
جاءت شرعية سلطة الجنرال فرانكو عن طريق ترشيحه من قبل الجنرالات الذين قادوا الانتفاضة العسكرية ضد الجمهورية ليكون «القائد العام للقوات الوطنية في البر والبحر والجو» و «رئيس حكومة الدولة الإسبانية» ومُنِحت إليه «جميع سلطات الدولة الجديدة» وهكذا جسّد فرانكو السلطة للجيش كونه «رمز فعّال للوحدة الوطنية».
امتد نظام فرانكو الأول في الفترة بين نهاية الحرب الأهلية الإسبانية والتخلي عن سياسات الاكتفاء الذاتي في تنفيذ خطة لتحقيق الاستقرار في عام 1959، الذي مهّد لنظام فرانكو المُتقدم أو نظام فرانكو الثاني، الذي استمر حتى وفاة القائد العام. وينقسم عادةً إلى ثلاثة مراحل فرعية:-
المرحلة الأولى (1939-1945)، التي تتوافق مع الحرب العالمية الثانية، حيث شهد نظام فرانكو صعود الفاشية خلال الحرب الأهلية الإسبانية لتشابه النازية في ألمانيا، لكن إيطاليا الفاشية تدهورت وهُزمت من قِبل دول المحور.
المرحلة الثانية (1945-1950)، كانت أكثر الفترات الحرجة في تاريخ ديكتاتورية فرانكو بسبب العزلة الدولية التي فُرضت على إسبانيا وعدائية المعارضة، ولكن التغيرات «السطحية» أحدثتها، وانهيار الحرب الباردة انهى تلك المرحلة وعمل على إعادة عائق الكتلة الغربية المعادية للاشتراكية.
المرحلة الثالثة (1951-1959)، وسُميت أيضاً بالعقد المفصلي، حيث تُشكل فترة وسطية بين ركود «الاكتفاء الذاتي» وتطور الستينات، التي اتسمت أيضاً بكونها فترة «ازدهار الكاثوليكية الوطنية».